# Charofytter
Charofytter (Charophyta) er den division af Grønalgerne, der omfatter de nærmeste slægtninge til de højere planter. I visse grupper, så som de tråddannende grønalger, findes flagellate celler ikke. Derimod findes flagellate celler i form af sædceller hos Kransalger (Charales) og Coleochaetales.
| Klasser |

- Chlorokybophyceae
- Klebsormidiophyceae
- Zygnematophyceae
- Kransalge-klassen (Charophyceae)
- Coleochaetophyceae

## Klassifikation
Da de ikke omfatter de egentlige planter, danner charofytterne en parafyletisk gruppe (selv om divisionen Charophyta nu og da indskrænkes til blot at omfatte ordenen Kransalger (Charales), der er monofyletisk). Charofytterne og de egentlige planter er samlet i Streptophyta, der er en monofyletisk gruppe.
Noter
1. ↑  Louise A. Lewis og Richard M. McCourt: Green algae and the origin of land plants i  American Journal of Botany, 2004, 91, 10 side 1535–1556. Se et abstract online Arkiveret 21. februar 2011 hos  Wayback Machine
2. ↑  Kenneth G. Karol,  Richard M. McCourt,  Matthew T. Cimino og Charles F. Delwiche: The closest living relatives of land plants i Science, 2001, 294, 5550 side 2351–2353. Se et abstract online
3. ↑  "Tree of Life Web Project: Green Plants". Arkiveret fra originalen 11. juli 2017. Hentet 21. juni 2010.